# Altena (Brabant-Septentrional)
Pour les articles homonymes, voir Altena.
Altena est une commune néerlandaise située dans le nord(-ouest) de la province de Brabant-Septentrional. La commune est créée le 1er janvier 2019 par la fusion des communes d'Aalburg, Werkendam et Woudrichem.
La nouvelle commune compte environ 55 000 habitants et couvre une superficie de 226,64 km2 (dont 26,01 km2 d'eau).
La mairie est située à Almkerk.

## Géographie
Le centre et l'est de la commune correspond au Pays de Heusden et d'Altena. L'ouest de la commune correspond au nord et extrême ouest du Biesbosch.
En plus la commune est située sur la Merwede dans le nord, la Meuse barrée (Afgedamde Maas) dans l'est et la Meuse de Bergen (Bergsche Maas) dans le sud.
Dans l'ouest, le parc national De Biesbosch est partiellement situé sur le territoire de la commune d'Altena.

### Communes limitrophes
|                                   | Hardinxveld-Giessendam ( Hollande-Méridionale) , Gorinchem ( Hollande-Méridionale) |                       |
| Dordrecht ( Hollande-Méridionale) | Altena                                                                             | Zaltbommel ( Gueldre) |
| Drimmelen                         | Mont-Sainte-Gertrude, Waalwijk                                                     | Heusden               |

## Personnalités
- Leendert Antonie Donker (1899-1956), ministre (né à Almkerk)
- Anton Mussert (1894-1946), collaborateur (né à Werkendam)
- Carola Schouten (1977), ministre (passé son enfance à Giessen)
- Gijsbert van Tienhoven (1841-1914), premier ministre (né à De Werken)
- Marianne Vos (1987), coureuse cycliste (entre autres triple championne du monde sur route, vit à Meeuwen)

## Lien externe

Plan détaillé de la commune d'Altena